# 黎凡特飲食

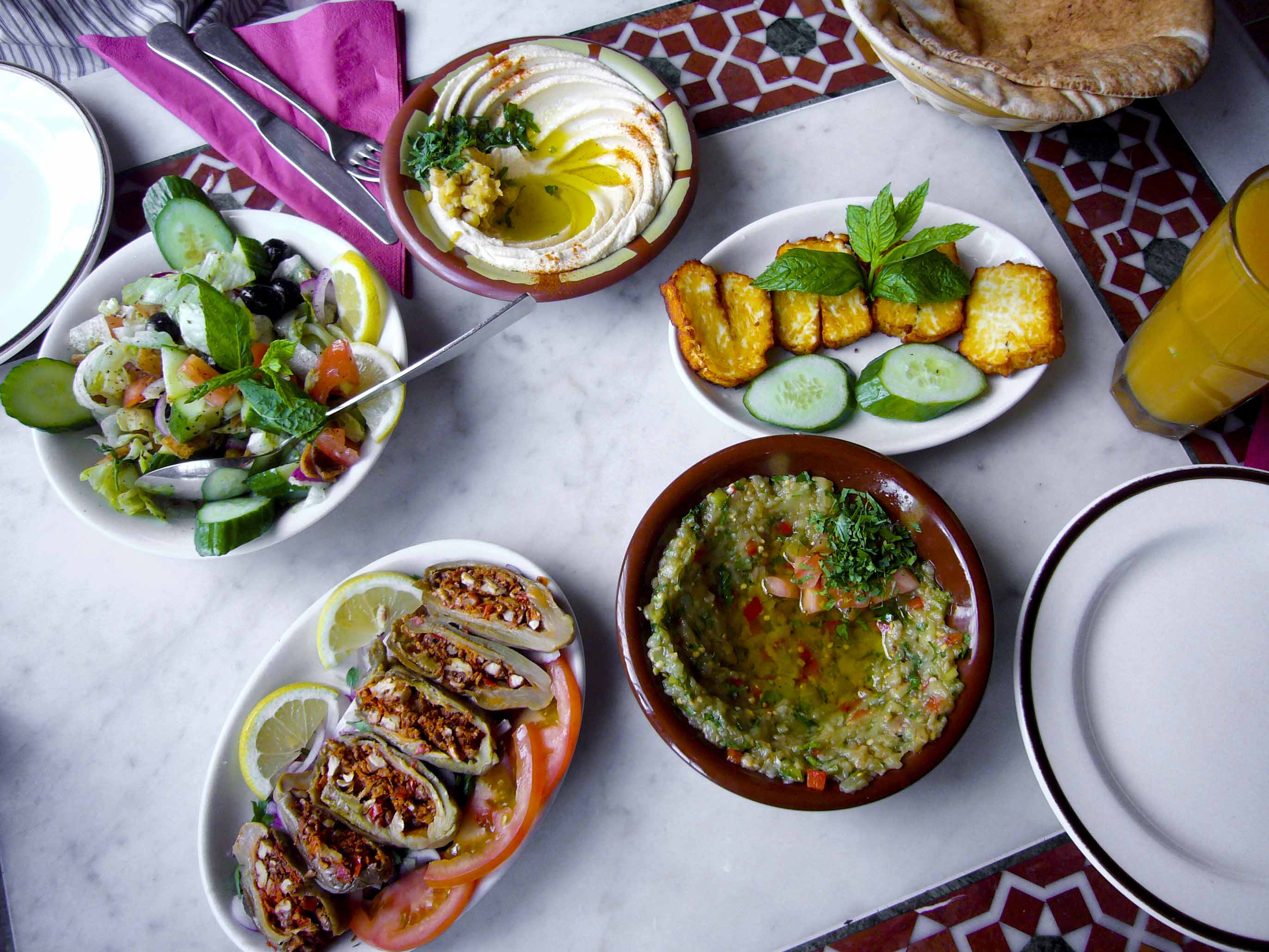
典型的黎凡特梅澤，由上而下順時針方向包括：鹰嘴豆泥、油炸哈羅米芝士、中東茄子泥、馬克杜斯以及沙拉

黎凡特飲食是指黎凡特地區的菜系。黎凡特飲食与埃及菜、北非菜、鄂圖曼飲食有相似之处。黎凡特飲食地區的人比較偏愛埃及蠶豆餐、鹰嘴豆泥、塔布勒沙拉和中東茄子泥，當地人在吃這些食物時還會同時吃面包。 